# Кершес, Антон Франс Ян
Антон Франс Ян Кершес (нидерл. Anton Frans Jan Kersjes; 17 августа 1923, Арнем — 2 декабря 2004, Бларикум) — нидерландский дирижёр.
Начинал как скрипач в Арнемском оркестре. После Второй мировой войны скрипач и дирижёр в оркестре одного из амстердамских театров. В 1953 г. возглавил оркестр Кунстманд (нидерл. Kunstmaand Orkest), созданный для работы на одноимённом музыкальном фестивале, и вывел его на солидный профессиональный уровень, так что в 1969 г. оркестр был преобразован в Амстердамский филармонический оркестр. Кершес много сделал для популяризации в Нидерландах музыки Дмитрия Шостаковича, в 1972 и 1977 гг. гастролировал вместе с оркестром в СССР и возглавлял коллектив вплоть до его упразднения в связи с реорганизацией в 1985 г. Кершес также был вице-директором Маастрихтской консерватории.
Вместе со своей женой, скрипачкой Маргрет ван де Грунекан, Кершес в 1994 г. учредил Фонд Кершеса и ван де Грунекан, субсидирующий ряд значительных мероприятий нидерландской музыкальной жизни и вручающий с 2002 г. три национальные музыкальные премии: молодому квартету, молодому скрипачу и молодому дирижёру. С 2005 г. проходит также музыкальный фестиваль имени Кершеса.